# Óscar Leicht
Óscar Andrés Leicht Zanelli (Nueva Helvecia, 2 de julio de 1938 - Montevideo, 28 de diciembre de 2015) fue un futbolista uruguayo que jugaba como lateral izquierdo. Integró el plantel del Club Atlético Peñarol que en 1960 ganó la primera Copa Libertadores de América.

## Biografía
Nació en Nueva Helvecia, departamento de Colonia, en 1938. Formado en el Club Artesano de Nueva Helvecia, en 1955 y con 17 años pasó a jugar en las divisiones inferiores del Club Atlético Peñarol. Semanas después debutó en un partido amistoso en Lima junto a Hohberg, Míguez, Abbadie, entre otros. En sus primeros años en el equipo pocas veces jugó como titular, si bien fue campeón de la Copa de Honor en 1956 y la Copa Compensación en 1956 y 1957.
En 1956 disputó dos partidos con la selección uruguaya, ambos contra Argentina.
En 1958 Hugo Bagnulo lo llevó al equipo titular como puntero izquierdo, con 19 años. Obtuvo tres campeonatos uruguayos consecutivos: 1958, 1959 y 1960, los tres primeros del primer quinquenio de Peñarol.
En 1960 integró el plantel que obtuvo la primera Copa Libertadores, en ese entonces llamada Copa de Campeones de América. En este torneo disputó tres partidos: contra Jorge Wilstermann de Bolivia en el estadio Centenario (primer partido de la Copa), desde el banco de suplentes y en sustitución de Spencer, y como titular desde el inicio en las semifinales contra San Lorenzo de Almagro de Argentina.
En 1961 pasó al Club Atlético Defensor, equipo en el que se retiró a los 26 años, debido a lesiones.
Era miembro del partido Nacional y durante la presidencia de Luis Alberto Lacalle ocupó el cargo de jefe de Policía del departamento de Colonia.
Falleció en Montevideo el 28 de diciembre de 2015. Su esposa fue Ana Betarte, con quien tuvo dos hijos: Fernando y Federico Leicht.